# Ion Ghica
Ion Ghica (Bukarest, 1816. augusztus 12. – 1897. április 22.) román államférfi. 

## Élete

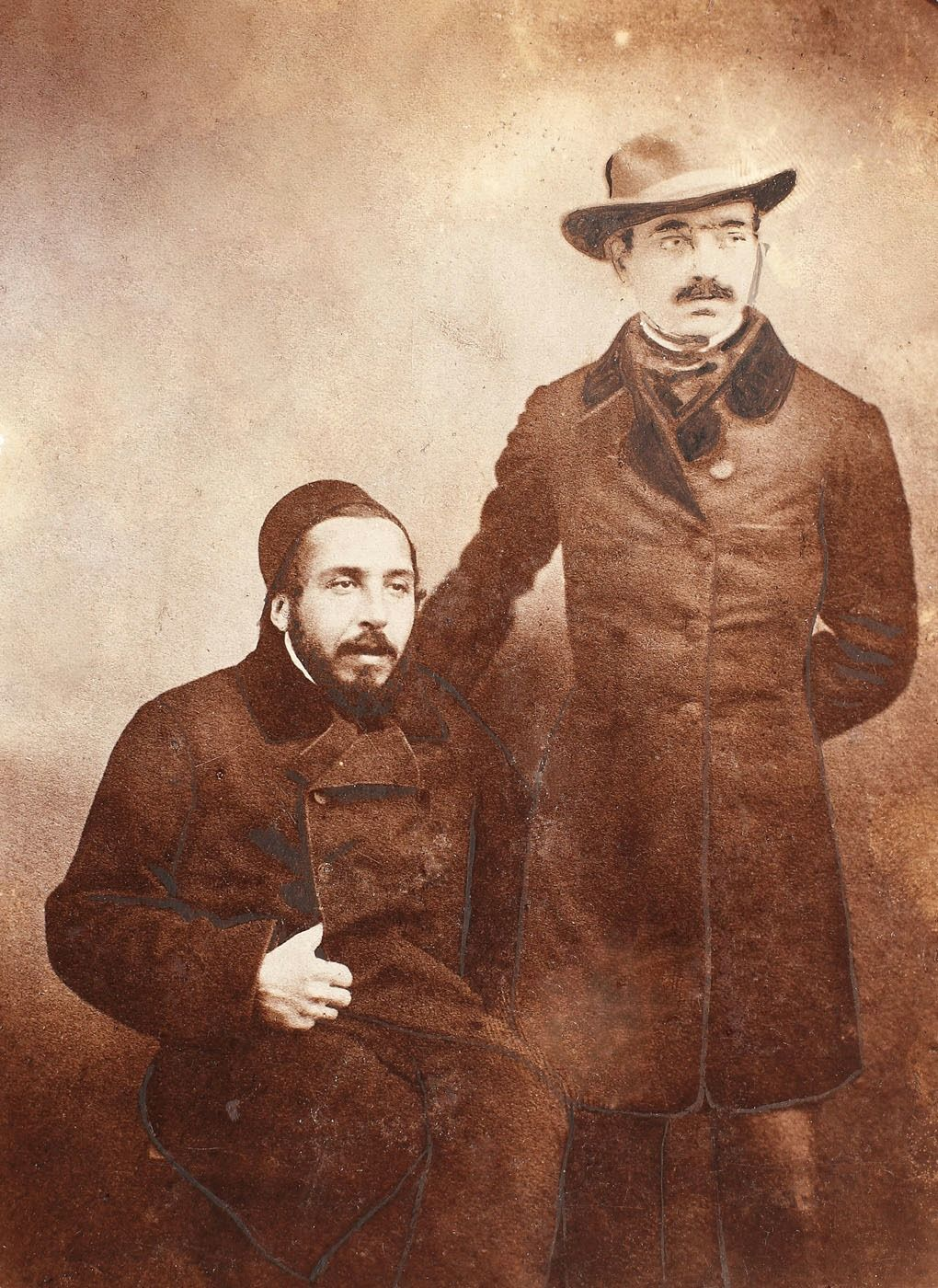
Ion Ghica (balra) és Vasile Alecsandri Konstantinápolyban 1855-ben

Katonai iskolát végzett Párizsban. 1841-ben nagybátyjának, Alexandru Ghicának fejedelemkedése alatt állami szolgálatba lépett és 1843-ban Jassyban mint a matematika és nemzetgazdaságtan tanára működött. 1846-ban Párizsban megalapította a «Román ifjak társulatát». 1848-ban nemzete képviselőjeként Konstantinápolyba küldte; a porta ekkor kinevezte Számosz sziget kormányzójává, ahonnan 1856-ban tért vissza Konstantinápolyba, hogy kieszközölje a moldvai trónra való jutását. Ezt azonban Vogorides nyerte meg. Több ízben miniszterelnök volt. 
Nevezetesebb művei: Reorganisarea Romaniei. 1884-ben jelentek meg a száműzetése idejében váltott levelei, melyek úgy a magyar szabadságharcról, mint az erdélyi románok 1848-ban viselt dolgairól igen fontos adatokat tartalmaznak. A munka címe: Amintiri din pribegie dupa 1848.

## Művei
- Vademecum al inginerului și al comerciantului, 1848, 1865
- Ajutorul comerciantului, al agricultorului și al inginerului, 1873 (Dimitrie A. Sturdzával)
- Poids de la MoldoValachie dans la Question d’Orient, 1838
- Scrisori către Vasile Alecsandri, 1880
- Amintiri din pribegie, 1848
- Convorbiri economice, 1865–1875

## Magyarul
- Hajdani erkölcsök; ford. Boros Ferenc, előszó Bodor András; Ifjúsági, Bukarest, 1963 (Tanulók könyvtára)